# Hernandia rostrata
Hernandia rostrata är en tvåhjärtbladig växtart som beskrevs av Kubitzki. Hernandia rostrata ingår i släktet Hernandia och familjen Hernandiaceae. Inga underarter finns listade i Catalogue of Life.